# VIA K8T-Serie
Die VIA K8T-Serie (VIA K8Txxx(Pro)) von VIA Technologies ist eine Familie von Chipsätzen für PC-Hauptplatinen. Diese Chipsätze sind geeignet für Prozessoren von Advanced Micro Devices mit HyperTransport-Schnittstelle (AMD K8).

## Namensgebung
Die K8T-Serie steht in der Tradition der VIA KT-Serie und führt diese Chipsätze für eine neue Prozessor-Plattform fort. Erstmals wurden bei diesen Chipsätzen auf das Suffix „A“ verzichtet, das vorher immer eine leicht verbesserte Version kennzeichnete.

## Technik
Da bei den AMD K8 Prozessoren der Speichercontroller direkt im Prozessor integriert ist und somit eine der Hauptfunktionen der Northbridge entfällt, ist die Northbridge der VIA K8T-Serie im Grunde nichts als eine Kombination aus HyperTransport-to-AGP-Bridge bzw. HyperTransport-to-PCIe-Bridge und HyperTransport-to-VLink-Bridge.

## Southbridges
K8Txxx(Pro) ist nur die Marketingbezeichnung für die Northbridge des Chipsatzes. Da alle VIA Southbridges ab VT8231 durch V-Link mit allen VIA Northbridges ab KT266 bzw. P4X266 kombiniert werden können, kann man nicht genau festlegen, welche Northbridge mit welcher Southbridge kombiniert ist. Allerdings kommt bei den K8T-Chipsätzen vorwiegend VT8237/VT8237R+ oder VT8237A zum Einsatz. Einige wenige Hauptplatinen besitzen VT8251. Der Grund dafür liegt in der großen Verspätung der VT8251.

## Modelle

### K8T800
Der K8T800 war der erste VIA Chipsatz für das HyperTransport-Protokoll des AMD K8. Da VIA als erster Hersteller eine vollwertige Implementation des HyperTransport-Protokolls bieten konnte und zudem auch noch rechtzeitig auf dem Markt war, wurde K8T800 ein großer Erfolg und findet sich auf der Mehrzahl aller Hauptplatinen für den Sockel 754.

### K8T800 Pro

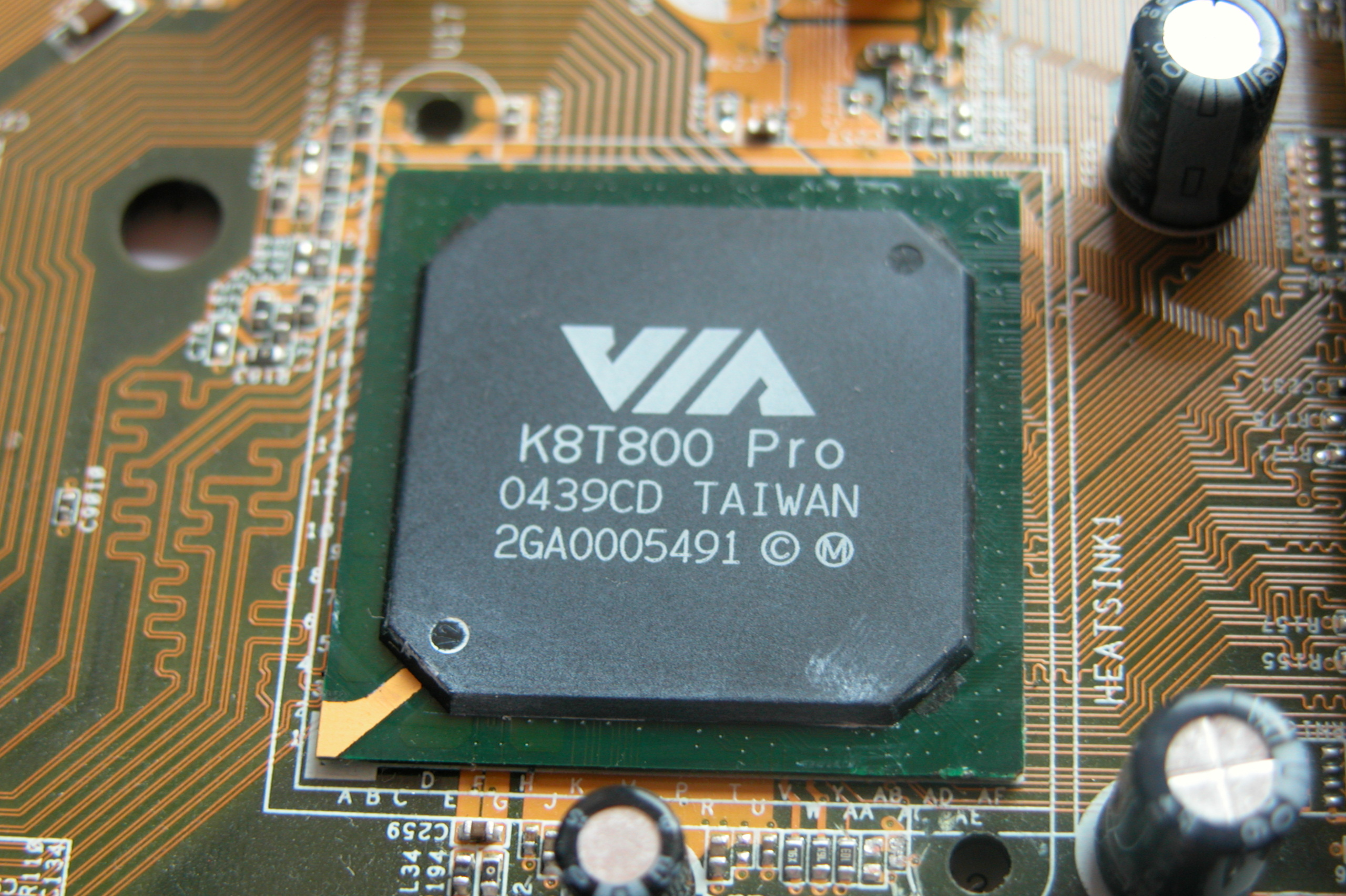
K8T800 Pro ohne Kühlkörper.

Als verbesserte Version von K8T800 kennzeichnet K8T800 Pro vor allem die auf 1000 MHz beschleunigte HyperTransport-Schnittstelle, was ihn vollständig für den Sockel 939 tauglich macht. Außerdem sind AGP und PCI vom Referenztakt entkoppelt.

### K8T890
Mit der breiten Einführung von PCI-Express kam mit dem K8T890 auch ein neuer Chipsatz von VIA auf den Markt. Der K8T890 hatte allerdings das große Problem, dass die eigentlich für ihn geplante Southbridge VT8251 nicht rechtzeitig fertig wurde. Somit besitzt er gegenüber dem NVIDIA nForce4 große Nachteile in der Ausstattung. Große Werbeanstrengungen von NVIDIA, vor allem im Zusammenhang mit SLI, welches NVIDIA auf anderen Chipsätzen als den eigenen verweigert, führten dazu, dass kaum Hauptplatinen mit dem VIA K8T890 entwickelt wurden. Einen zusätzlich negativen Einfluss hatte ein Bug im Chipdesign, der den Betrieb des Dual-Core-Prozessors AMD Athlon 64 X2 mit der ersten Revision des K8T890 verhinderte. Der K8T800 Pro besitzt diesen Bug jedoch nicht. Später tauchten auch Probleme im Zusammenhang mit PCI-Express 2.0 auf. Hierbei wurden Erweiterungskarten nicht erkannt. Während bei Grafikkarten häufig ein Update des Grafik-Bios half, gab es für andere Erweiterungskarten keine Lösung.

### K8T900
Der K8T900 ist lediglich eine überarbeitete Version des K8T890 und bietet die Möglichkeit zwei PEG-Slots mit jeweils acht PCIe-Lanes zu realisieren. So wäre theoretisch die Zusammenschaltung von mehreren Grafikkarten auch mit dem K8T900 möglich. In der Praxis ist dies allerdings nicht möglich, da sowohl ATI Technologies (bzw. nun Advanced Micro Devices) als auch NVIDIA ihre Multi-GPU-Techniken nur auf eigenen Chipsätzen erlauben. Somit funktioniert nur MultiChrome von S3 Graphics mit dem K8T900, was damit auch die Bedeutungslosigkeit dieser neuen Möglichkeit des K8T900 manifestiert. Aus diesen Gründen wurde der K8T900 bis dato auf keiner Hauptplatine verbaut. Es wird allerdings davon ausgegangen, das neue Revisionen des K8T890 identisch mit dem K8T900 sind, aber eben nur ein PEG-Slot genutzt wird.

## Modellübersicht
| Ausstattungsmerkmal     | K8T800       | K8T800 Pro   | K8T890       | K8T900       |
| ----------------------- | ------------ | ------------ | ------------ | ------------ |
| Name der Northbridge:   |              |              |              |              |
| HyperTransport:         | 800 MHz      | 1.000 MHz    | 1.000 MHz    | 1.000 MHz    |
| PCI-Express Lanes:      | —            | —            | 20           | 20           |
| PCI-Express Links:      | —            | —            | 5            | 6            |
| AGP-Kompatibilität:     | 3.0 (4×, 8×) | 3.0 (4×, 8×) | —            | —            |
| Southbridge-Verbindung: | 8× V-Link    | Ultra V-Link | Ultra V-Link | Ultra V-Link |